# Dr. John
Dr. John noto anche come Dr. John Creaux, o The Night Tripper The Voodoo Rocker e The Zu Zu Man, pseudonimo di Malcolm John Rebennack , Jr.,, detto Mac (New Orleans, 21 novembre 1941 – New Orleans, 6 giugno 2019), è stato un cantautore, pianista e chitarrista statunitense, considerato uno degli esponenti più rappresentativi della tradizione musicale di New Orleans..
Il suo stile pittoresco, oltre ad attingere alla cultura voodoo e il Mardi Gras della sua città natale, fonde molte espressioni di popular music americana, tra cui blues, pop, zydeco, boogie-woogie, rock and roll, country e jazz. Quest'ultimo genere, in modo particolare, venne approfondito dal musicista a partire dalla seconda metà degli anni settanta, come conferma inoltre una serie di collaborazioni con artisti provenienti da tale contesto. I musicisti che sono stati per lui un punto di riferimento sono Prince La La, Professor Longhair, Huey "Piano" Smith, Allen Toussaint e James Booker.
Dr. John collaborò con un grande numero di artisti, tra cui Mick Jagger, Eric Clapton, Johnny Winter, Canned Heat, Sonny & Cher, Mike Bloomfield, Frank Zappa, Carly Simon, James Taylor, Art Blakey, Chris Barber, David "Fathead" Newman, B.B. King, Doc Pomus, Tom Scott e Rickie Lee Jones. I suoi brani vennero interpretati da Aretha Franklin, Wilson Pickett, Delaney & Bonnie e Ben E. King.

## Biografia

### Gioventù
Malcolm John Rebennack nacque a New Orleans nel 1941. Suo padre era un omonimo proprietario di un negozio di dischi ed elettrodomestici mentre la madre Dorothy (nata Cronin), faceva la modella. La sua famiglia era composta da numerosi musicisti dilettanti e appassionati di musica. Il futuro pianista crebbe ascoltando famosi musicisti blues, jazz e country come Big Bill Broonzy, Memphis Minnie, Louis Armstrong, Miles Davis, King Oliver, Hank Williams e Roy Rogers. Fu però l'incontro con Professor Longhair, avvenuto quando aveva quattordici anni, a spingerlo a dedicarsi alla musica.

### Carriera
Dr. John imparò a suonare la chitarra e, durante la seconda metà degli anni cinquanta e l'inizio del decennio seguente, fu sessionman per la Ace Records (accompagnando tra gli altri Jimmy Clanton), membro degli Spades a fianco di Jerry Byrne e sostenitore della All for One Records, un'etichetta discografica rivolta ai musicisti neri. Scrisse anche brani per Jerry Byrne (Lights Out, 1958) e Lloyd Price (Lady Luck, 1960). Nel 1959, quando era un diciassettenne, compose la traccia Storm Warning.
Nel 1960 rischiò di perdere l'uso delle dita durante una rissa. Ciò compromise temporaneamente la sua abilità nel suonare la chitarra e lo spinse a focalizzarsi sul pianoforte.
Nel 1965 Dr. John si trasferì a Los Angeles e venne scritturato dalla Atco Records. Sonny Bono finanziò l'album di debutto dell'artista di New Orleans Gris-Gris (1968), che nello swamp rock, la musica bayou e le tradizioni esoteriche afroamericane trova alcuni dei suoi principali punti di riferimento. I due brani più noti del disco sono I Walk on Guilded Splinters e Mama Roux.
Il disco in studio The Sun, Moon & Herbs (1971) si avvale della presenza di ospiti d'eccezione come Eric Clapton, Mick Jagger, Jerry Jumonville e Ronnie Baron. Dr. John's Gumbo (1972), uno dei suoi album più celebrati, contiene delle cover di brani R&B che omaggiano la tradizione musicale della città natia. Il 1973 fu un anno importante per l'artista: oltre a collaborare con Garland Jeffreys, Doug Sahm, Danny O'Keefe, John Hammond e Mike Bloomfield, pubblicò il singolo Right Place, Wrong Time, estratto dall'album In the Right Place e ricordato per essere il suo brano più noto. La canzone entrò nella top 20 statunitense. Dalla metà degli anni settanta smise di registrare musica per la Atco.
Nel 1978 uscì la sua colonna sonora per il film Ultimo handicap e partecipò al disco della Band The Last Waltz.
Durante la prima metà degli anni ottanta, Dr. John si trasferì a New York. Nel 1989, anno dell'uscita del raffinato In a Sentimental Mood, Dr. John suonò il pianoforte durante la tournée di Ringo Starr.
Il primo album solista di Dr. John degli anni novanta, ovvero Goin' Back to New Orleans (1992), è considerato una delle sue prove più convincenti.
Nel 1993 pubblicò la sua autobiografia Under a Hoodoo Moon, scritta a quattro mani con Jack Rummel.
In Inghilterra registrò Trippin' Live (1997), excursus della sua carriera e Anutha Zone (1998), nei cui crediti figurano Paul Weller, gli  Spiritualized, i Portishead e i Primal Scream.
Nella sua lunga carriera ricevette 5 Grammy Awards. Nel 2011 venne introdotto nella Rock and Roll Hall of Fame.

### Morte
Morì il 6 giugno 2019 a New Orleans a causa di un infarto.

## Discografia

### Da solista

#### Album in studio
- 1968 – Gris-Gris
- 1969 – Babylon
- 1970 – Remedies
- 1971 –The Sun, Moon & Herbs
- 1972 – Dr. John's Gumbo
- 1973 – In the Right Place
- 1974 – Desitively Bonnaroo
- 1975 – Hollywood Be Thy Name
- 1978  – City Lights
- 1979 – Tango Palace
- 1981 – Dr. John Plays Mac Rebennack Vol. 1
- 1983 – Dr. John Plays Mac Rebennack Vol. 2 (The Brightest Smile in Town)
- 1989 – In a Sentimental Mood
- 1989 – ZuZu Man
- 1992 – Goin' Back to New Orleans
- 1994 – Television
- 1995 – Afterglow
- 1998 – Anutha Zone
- 1999 – Duke Elegant
- 2001 – Creole Moon
- 2003 – All By Hisself, Live At The Lonestar
- 2004 – N'Awlinz: Dis Dat or d'Udda
- 2005 – Sippiana Hericane
- 2006 – Mercernary
- 2008 – The City That Care Forgot
- 2010 – Tribal
- 2012 – Locked Down
- 2014 – Ske-Dat-De-Dat…The Spirit Of Satch

#### Album dal vivo
- 1997 – Trippin' Live

### Nei gruppi

#### Con Bluesiana Triangle

##### Album in studio
- 1990 – Bluesiana Triangle
- 1991 – Bluesiana Triangle II

## Libri
- Under a Hoodoo Moon, 1993 (con Jack Rummel)

## Riconoscimenti

### Grammy
- 1989 Best Jazz Vocal Performance, Duo Or Group - Makin' Whoopee
- 1992 Best Traditional Blues Album - Goin' Back To New Orleans
- 1996 Best Rock Instrumental Performance - SRV Shuffle
- 2000 Best Pop Collaboration With Vocals - Is You Is, Or Is You Ain't (My Baby)
- 2008 Best Contemporary Blues Album - City that Care Forgot

### Rock and Roll Hall of Fame
- 2011 Introdotto nella Rock and Roll Hall of Fame

## Filmografia parziale

### Cinema
- Blues Brothers - Il mito continua (Blues Brothers 2000), regia di John Landis (1998)

### Televisione
- One Mississippi - serie TV, episodio 2x04 (2017)

## Doppiatori italiani
Nelle versioni in italiano delle opere in cui ha recitato, Dr. John è stato doppiato da:
- Paolo Gattini in One Mississippi